# Tepelná koule
Tepelná koule je marketingové označení žárovky, které má prodejcům pomoci obejít zákaz jejich prodeje v Evropské unii.
Z technického hlediska je „tepelná koule“ totožná se žárovkou.
Jejich prodej lze považovat za obcházení zákona (in fraudem legis), ale nebyl dosud publikován případ, kdy by byl jako takový trestán.